# Diabolocatantops signatipes
Diabolocatantops signatipes är en insektsart som först beskrevs av Walker, F. 1870.  Diabolocatantops signatipes ingår i släktet Diabolocatantops och familjen gräshoppor. Inga underarter finns listade i Catalogue of Life.